# 金进尧
金进尧（1963年1月—），浙江东阳巍山镇人，汉族，中国共产党党员。中华人民共和国政治人物、第十三届全国人民代表大会湖南地区代表。
1983年毕业于青岛科技大学橡胶机械专业。金进尧之后进入益阳橡胶塑料机械集团有限公司，相继担任工会主席兼总工程师。2018年2月24日，当选为第十三届全国人大代表。